# 簡拉娜
簡拉娜（Jane Lana），原先為從事醫療照護的護理師，曾參與過《國光幫幫忙-可能性女孩》班底、《綜藝大熱門》、《小明星大跟班》等的電視節目錄影，於2018年發行簡拉娜同名寫真書《9125 days about me》所受到矚目。

## 綜藝節目
| 播出期間       | 節目名稱                                                               |  |
| 2016年3月17日  | 《小明星大跟班》星媽為了兒子幸福都拚了！！ 各行各業美女聯誼大會        |  |
| 2016年8月1日   | 《國光幫幫忙》意想不到！竟然有女人站在我們這邊 ！！                    |  |
| 2016年11月15日 | 《小明星大跟班》七大護理師最頭痛病患行為！ 這些事情你也做過嗎？        |  |
| 2016年12月20日 | 《國光幫幫忙》快絕跡！原來女校的真面目竟然是這樣？！                   |  |
| 2017年1月25日  | 《國光幫幫忙》女人啊！婚禮不是妳想怎樣就怎樣！！                       |  |
| 2017年4月21日  | 《國光幫幫忙》女人的興奮指數！今夜讓你看光光！！                       |  |
| 2017年5月17日  | 《國光幫幫忙》敢動老妹一根寒毛！我絕對跟你翻桌！！                     |  |
| 2018年8月1日   | 《綜藝大熱門》角度明星臉大搜查！他們根本可以當替身！                   |  |
| 2018年10月16日 | 《國光幫幫忙》女神的衣櫃！怎麼跟哥想的不一樣？                         |  |
| 2018年11月8日  | 《綜藝大熱門》終於能露臉！大明星的神秘專屬替身！                       |  |
| 2018年11月21日 | 《安安大明星》簡拉娜專訪 Vidol.tv                                      |  |
| 2019年1月24日  | 《國光幫幫忙》想不想知道藏在文青心裡的秘密？哥今天來教你征服文青！     |  |
| 2019年2月22日  | 《麻辣天后傳》專業王老五的春天真的來了嗎？女神降臨之我能擺脫單身嗎？！ |  |

## MV演出
- 2017年 謝和弦 〈在沒有你以後 Without you Feat. 張智成 Z-Chen〉
- 2017年 周興哲 〈Without Her〉
- 2018年 張惠妹〈到底Talk About It〉
- 2018年 炎亞綸〈最想去的地方 Where i belong〉

## 廣告演出
- 2017年 FILA 〈形象〉
- 2018年 驚豔是高雄〈小旅行打卡篇-觀光形象片〉
- 2019年 志邦家居〈周杰倫-男人下廚節〉

## 平面作品
- 2017年 〈專科面膜網路平面〉
- 2017年 〈9月份 beauty美人誌〉
- 2017年 〈TePe口腔護理品牌平面攝影(授權亞洲地區)〉
- 2017年 〈SamsungNote 平面攝影〉
- 2017年 〈博客來穿搭LOOKBOOK線上誌〉
- 2017年 〈Laler菈楽品牌形象平面攝影〉
- 2017年 〈Bitpaly手機殼品牌形象平面攝影〉
- 2018年 〈1月份 beauty美人誌〉
- 2018年 〈4月份 beauty美人誌〉

## 攝影展覽
- 2018年 〈9125 days about me-攝影展〉
- 2018年 〈念念不忘-簡拉娜的富士拍立得寫真展〉

## 外部連結
- 土妹大變身！最正護理師10年舊照「黑歷史」曝光 鄉民崩潰認不出
- 最正護理師簡拉娜自揭暴牙黑歷史 網友驚：根本不同人
- 被封「全台最正護理師」簡拉娜出寫真書
- 簡拉娜日系文青風寫真書尺度大開 （页面存档备份，存于）
- 全台最正護理師出寫真即登榜首　簡拉娜：25歲的里程碑
- 「全台最正護理師」簡拉娜文青風寫真書熱賣！出書原因有洋蔥 （页面存档备份，存于）